# Nagy Lajos (játékvezető)
Nagy Lajos (? – ?) magyar nemzeti labdarúgó-játékvezető.

## Pályafutása

### Nemzeti játékvezetés
Játékvezetői vizsgát a Bírói Tanács előtt tett. Lakókörzetének Labdarúgó-szövetség által üzemeltetett labdarúgó bajnokságokban kezdte sportszolgálatát.[forrás?] A Magyar Labdarúgó-szövetség (MLSZ) JB minősítésével 1933-tól a Déli alosztály gyakorló játékvezetője, majd NB II-es, 1940-től NB I-es játékvezető. Küldési gyakorlat szerint rendszeres partbírói szolgálatot is végzett. A nemzeti játékvezetéstől 1943-ban visszavonult. NB I-es mérkőzéseinek száma: 6.
| Időpont           | Helyszín                                              | Mérkőzés típusa          | Mérkőzés                      | Eredmény | Nézők száma |
| ----------------- | ----------------------------------------------------- | ------------------------ | ----------------------------- | -------- | ----------- |
| 1940. október 20. | Sport utcai Stadion, Budapest                         | első NB I-es mérkőzése   | BSZKRT–Szombathelyi Haladás   | 2 – 1    | 1000        |
| 1943. május 23.   | XIII. ker., Latorca utcai Stadion, Budapest, Budapest | utolsó NB I-es mérkőzése | Elektromos SE–Szolnoki MÁV FC | 8 – 2    | 1000        |

#### Nemzeti kupamérkőzések
Vezetett kupadöntők száma: 1.

##### Magyar labdarúgókupa
| Időpont          | Helyszín                    | Mérkőzés típusa | Mérkőzés                         | Eredmény | Nézők száma |
| ---------------- | --------------------------- | --------------- | -------------------------------- | -------- | ----------- |
| 1941. június 29. | Üllői úti Stadion, Budapest | döntő           | Szolnoki MÁV FC–Salgótarjáni BTC | 3 – 0    | 7000        |

## Külső hivatkozások
- Nagy Lajos. magyarfutball.h. (Hozzáférés: 2015. december 28.)
- Nagy Lajos. nela.hu. (Hozzáférés: 2015. december 28.)